# Литовска академия на науките
Литовската академия на науките (на литовски: Lietuvos mokslų akademija) е основана през 1941 година като Академия на науките на Литовската ССР (на литовски: Lietuvos TSR Mokslų akademija) като автономна, субсидирана от държавата институция. Бива реорганизирана след възстановяването на независимостта на Литва през 1990 година и приемането през 1991 година на Закон за изследванията и висшето образование в Литва. Централната администрация на Академията се намира в столицата Вилнюс.
Първият председател на Академията е писателят и поет Винцас Креве-Мицкявичюс, последван от историка Миколас Биржишка, икономиста Владас Юргутис, Юозас Матулис, Юрас Пожела, Бенедиктас Юодка и Зенонас Рудзикас.
Литовската академия на науките представлява Република Литва в следните международни организации:
- Федерацията на всички европейски академии (ALLEA),
- Международния съвет за наука (ICSU),
- Консултативния научен съвет на европейските академии (EASAC), и
- Междуакадемичния панел (IAP, InterAcademy Panel).

В допълнение, Академията спонсорира симпозиуми и конференции и издава публикации и учебници. Академията е учредила 15 възпоменателни награди и отличия, които насърчават млади учени и студенти да се ангажират с научни изследвания, а от 2008 година заедно с Литовската банка връчва Наградата „Владас Юргутис“.
От 2007 година Литовската АН има подписано безсрочно споразумение с БАН за двустранно подписани договори за научни изследвания.

## Структура
Литовската академия на науките има пет подразделения:
- департамент „Хуманитарни и обществени науки“,
- департамент „Химия, физика и математика“,
- департамент „Биология, медицина и науки за земята“,
- департамент „Селско стопанство и лесовъдство“,
- департамент „Технически и инженерни науки“.

## Издания
- Acta Medica Lituanica
- Baltica (международен годишник за геология, геоморфология и палеонтология на Балтийско море)
- Biologija
- Chemija
- Ekologija
- Energetika
- Filosofija. Sociologija
- Geografija
- Geologija
- Lituanistika
- Pheromones
- Menotyra
- Žemės ūkio mokslai